# Piero Carletto
Piero Carletto (Padova, 6 marzo 1963 – Padova, 14 maggio 2022) è stato un canottiere italiano.

## Carriera
Nel 1981 e dal 1984 al 1988 entrò nella nazionale italiana partecipando a 3 campionati europei 1981/84/85, vincendoli nella specialità del 4 senza timoniere nel 1985 assieme a Massimo Furlan, Ettore Bulgarelli e Alberto Zunino.
Nel 1985/86/87 partecipò ai campionati del mondo assoluti conquistando un settimo, quinto e terzo posto (medaglia di bronzo) a Copenaghen dove stabilì il record del mondo di velocità, rimanendo tale imbattuto fino al 1994..
Nel 1987 vinse come capovoga dell'"otto", le Universiadi di Zagabria.
Nel 1988 partecipò ai Giochi olimpici di Seul come capovoga dell'"otto" italiano, classificandosi settimo
Concluse la sua attività agonistica nel 1990, dopo aver vinto nel 1989 (Amalfi) e nel 1990 (Genova) la Regata delle Antiche Repubbliche Marinare come capovoga del Galeone di Venezia.
È morto il 14 maggio 2022 a 59 anni presso l'Istituto Oncologico Veneto di Padova a causa di un tumore, un anno dopo la moglie Lara, deceduta anch'essa per cancro. La coppia aveva due figlie, Alice ed Arianna.

## Onorificenze
Per i risultati sportivi ottenuti riceve dal CONI una medaglia di bronzo e una d'argento al Valor Atletico.